# Emmy Hennings
Emmy Hennings, från 1920 Emmy Ball-Hennings, född 17 januari 1885 i Flensburg död 19 augusti 1948 i Sorengo vid Lugano var en tysk författare och artist, och bland annat en av initiativtagarna till dadaismen 1916.

## Biografi
Före första världskriget uppträdde Emmy Hennings som skådespelare och sångare på olika teatrar och kabaréer. I sitt skrivande skildrade Hennings inte minst ett hårt liv i otrygghet och utsatthet i samhällets utkant. Där finns ingredienser som sjukdom, ensamhet, droger, prostitution och fängelse, såväl som kabaréer och stunder av förhöjd livskänsla. Hon fick under ett kort äktenskap i unga år en dotter, som sina första år växte upp hos sin mormor i Flensburg.
Hon kom att uppträda främst i Berlin och München där hon snart  blev en central gestalt i konstnärskretsar. I München träffade hon även Hugo Ball, som hon senare skulle gifta sig med, och företrädare för det litterära avantgardet.
Emmy Hennings och Hugo Ball flyttade 1915 till Zürich, där de i februari 1916 grundade Cabaret Voltaire, tillsammans med Hans Arp, Tristan Tzara och Marcel Janco, till vilka även Richard Huelsenbeck, Sophie Taeuber och Hans Richter anslöt sig. Dessa bildade kärnan i dadaismen, som samma år skapades på Cabaret Voltaire .
År 1920 gifte sig Emmy Hennings (nu Ball-Hennings) med Hugo Ball och paret flyttade till Tessin. De hade då båda lämnat dadaismen bakom sig. Istället hade en djup religiositet börjat göra sig märkt och Hennings konverterade 1920 till katolicismen. Efter detta fick Ball-Hennings skrivande mer tyngdpunkt på gudfruktigt leverne och sällan nämndes händelser i hennes yngre år.
Emmy Ball-Hennings avled den 19 augusti 1948 i sviterna av en lunginflammation. Hugo Ball hade gått bort redan 1927. Dottern tog hand om parets efterlämnade skrifter, vilka via Carl-Seelig-Stiftung och Robert Walser-Archiv nu hamnat på Schweizerisches Literaturarchiv (SLA) på Schweizerische Nationalbibliothek i Bern.